# Jean-Baptiste Accolay
Pour les articles homonymes, voir Accolay (homonymie).
Jean-Baptiste Accolay (né à Bruxelles le 17 avril 1833 et mort à Bruges le 19 août 1900) est un compositeur et violoniste belge de la période romantique.

## Biographie
Accolay ou Accolaÿ étudie le violon au Conservatoire de Bruxelles avec Meerts et Wéry, et devient solo du 2e régiment de cuirassiers de Bruges. Après un poste de premier violoniste dans l'orchestre du Théâtre de Namur et de professeur à Tener, il s'installe définitivement à Bruges. En 1860, il est nommé professeur de solfège au (futur) Conservatoire municipal de musique. Plus tard, il devint professeur adjoint de violon (1861-1864), professeur de violon-alto (1864) ainsi que professeur de quatuor à cordes (1865). Il enseigna également le cours de base d'harmonie, de 1874 à sa mort. Hendrik Van den Abeele était l’un de ses étudiants. 
Pendant plus de 20 ans, Accolay fut premier violoniste des orchestres du Théâtre de la Ville et de la Réunion musicale. Une de ses pièces, le drame Les Templiers, a été interprétée par cette société orchestrale de Bruges. Avec le pianiste de Brauwere et le violoncelliste Rappé, il fonde en 1865 les « Séances de musique classique » qui, jusqu'en 1872, seront profondément enracinées dans la vie musicale brugeoise. Il fut cofondateur et violon solo, en 1896, de la Conservatory Concert Society ainsi que directeur du groupe de musique Bruges Hunters-Scouts, et ce, durant plusieurs années.
La plupart de ses compositions ont été écrites pour violon avec accompagnement de piano ou d'orchestre : concerts, concertinos, pièces de personnages tels que Barcarolle, Berceuse, Canzonetta, Elégie, Nocturne, Rêverie champêtre, etc. Son œuvre la plus connue, qui à ce jour fait partie du programme d'enseignement des jeunes violonistes, est le premier concerto pour violon à mouvement unique en la mineur, datant de 1868.
Le concerto d'Accolay en la mineur a été joué par de nombreux violonistes connus, dont Itzhak Perlman. 

## Œuvres
Parmi ses œuvres figure un concerto pour violon en la mineur, composé en 1868 et qui fait figure de référence comme concerto d'étude.